# カシウス・バロイ
カシウス・バロイ（Cassius Baloyi、1974年11月5日 - ）は、南アフリカ共和国の男子プロボクサー。リンポポ州マラムレレ出身。元IBF世界スーパーフェザー級王者。

## 来歴
1994年3月13日、スーパーバンタム級でプロデビューし、4回判定勝ちした。
1994年11月1日、早くもバロイ初の海外試合がアメリカデビュー。ネバダ州ラスベガスのMGMグランドでホセ・マリーナ・カスティーヨと対戦し4回判定勝ちでアメリカデビューを飾った。
1995年11月28日、ルブヨ・ミディミソと対戦し8回3-0(79-73、2者が79-74)の判定勝ちで南アフリカランカー入りを果たした。
1996年11月15日、フロリダ州セントピーターズバーグで後のIBF世界フェザー級王者でWBU世界スーパーバンタム級王者フランキー・トレドと対戦し、12回3-0(117-111、118-110、115-113)の判定勝ちで王座獲得に成功した。
1997年3月22日、アントン・ギルモアと対戦し12回3-0(116-112、116-113、115-113)の判定勝ちで初防衛に成功した。
1997年6月28日、ホセ・デ・ヘスース・ガルシアと対戦し2回2分32秒TKO勝ちで2度目の防衛に成功した。
1997年11月15日、19戦無敗のラスズロ・ボグナーと対戦し7回2分16秒TKO勝ちで3度目の防衛に成功した。
1998年4月24日、カリフォルニア州サンノゼのサンノゼ・アリーナでWBU世界フェザー級王者セルジオ・ラファエル・リエンドと対戦し12回3-0(2者が118-110、115-113)の判定勝ちでWBU2階級制覇を達成した。
1998年9月12日、ペンシルベニア州ポッツビルのマーツ・ホールでドミンゴ・ニコラス・ダミゲーラと対戦し10回TKO勝ちで初防衛に成功した。
1999年4月1日、イギリスバーミンガムのアストン・ヴィラ・レジャー・センターでサイド・ラワルと対戦し8回終了時棄権で2度目の防衛に成功した。
1999年6月26日、スコットランドグラスゴーのケルヴィン・ホールでブライアン・カーと対戦し10回TKO勝ちで3度目の防衛に成功した。
2000年5月24日、ヘクター・リザラガと対戦し初回2分59秒KO勝ちで4度目の防衛に成功した。
2000年9月1日、バウディロ・ヘルナンデスと対戦し2戦連続となる初回KO勝ちで5度目の防衛に成功した。
2000年11月3日、ウェールズエブーベールのレジャー・センターで元WBO世界フェザー級王者スティーブ・ロビンソンと対戦しバロイ初の苦戦を演じたが12回2-0(115-112、114-113、114-114)の僅差判定勝ちを収め6度目の防衛に成功した。
2001年8月22日、ホルヘ・アントニオ・パレデスと対戦し7回TKO勝ちで7度目の防衛に成功した。
2001年11月3日、後の世界挑戦者フィリップ・ヌドゥと対戦しキャリア初黒星となる12回0-3(2者が112-116、110-118)の判定負けで8度目の防衛に失敗し王座から陥落した。
2002年4月17日、タイガー・アリとIBO世界スーパーフェザー級王座決定戦を行い、6回TKO勝ちで王座獲得に成功した。
2002年10月16日、南アフリカのプロボクサーでジェイコブ・マトラーラに次ぐ史上2人目の2階級制覇王者でもあるムブレロ・ボティーレと対戦し11回2分58秒TKO勝ちで初防衛に成功した。
2004年3月27日、怪我の影響で1年5か月振りに登場。ファン・ゲラルドカブレラと対戦し12回3-0(118-110、2者が117-111)の判定勝ちで2度目の防衛に成功した。
2004年11月20日、元IBF世界スーパーバンタム級王者レーロホノロ・レドワバと対戦し12回3-0(2者が116-112、116-113)の判定勝ちで3度目の防衛に成功したが、レドワバの勝ちと言うファンの声が多かった。
2005年4月16日、レーロホノロ・レドワバとリマッチを行い前回同様に苦戦するも12回3-0(116-113、115-113、115-114)の判定勝ちでレドワバに引導を渡し4度目の防衛に成功した。
2005年8月31日、スーパーフェザー級王座を保持したまま後のIBF世界ウェルター級王者でIBO世界ライト級王者イサック・ウラシャワヤと対戦し12回0-3(108-119、112-117、112-116)の判定負けでIBO2階級制覇に失敗した。
2006年5月31日、ワシントン州エアウェイハイツのノーザン・クエスト・カジノで元IBF・WBO・WBC世界フェザー級王者マヌエル・メディナとバロイの持つIBO王座とマルコ・アントニオ・バレラの返上で空位になったIBF世界スーパーフェザー級王座決定戦を行った。11回に3度ダウンを奪い、レフェリーの3ダウンルール適用のストップで試合終了。11回2分19秒TKO勝ちでメディナの2階級制覇を阻止し王座獲得とIBO王座5度目の防衛に成功した。
2006年7月29日、ケンプトンパークのエンペラーズ・パレスでゲイリー・セントクレアと対戦し12回0-3(112-116、113-115、114-115)の判定負けでIBF王座は初防衛、IBO王座6度目の防衛に失敗し王座から陥落した。
2007年2月3日、ナザレノ・ガストン・ルイスとIBO世界スーパーフェザー級王座決定戦を行い、3回1分6秒TKO勝ちで7か月振りに王座返り咲きに成功した。
2007年7月5日、王座決定戦の時に勝利しているマヌエル・メディナと再戦。IBF世界スーパーフェザー級王者ムゾンケ・ファナとの指名試合が出来る権利を賭けて対戦し4回に偶然のバッティングでメディナの右目の上を重度にカットし試合が続行できなくなったため試合終了。負傷判定も規定により引き分けに終わりファナへの指名挑戦権獲得に失敗した。
2007年11月12日、初防衛戦で敗れているゲイリー・セントクレアと再戦。5か月前に挑戦権獲得試合で負傷引き分けで挑戦権が取れなかったため今回は仕切り直しで行われ、12回3-0(2者が116-112、120-108)の判定負けで1年前のリベンジに成功し、ファナへの指名挑戦権獲得に成功した。
2008年4月12日、ムゾンケ・ファナと対戦し12回2-0(117-111、116-112、114-114)の判定勝ちで約2年ぶりに王座に返り咲くことに成功した。
2008年9月13日、ジャビエル・オズワルト・アルバレスと対戦し3回に3度ダウンを奪い、3ダウンルール適用でストップがかかり試合終了。3回28秒TKO勝ちで初防衛に成功した。
2009年4月18日、マルコム・クラッセンと対戦し自身初のKO負けとなる7回2分42秒TKO負けを喫し2度目の防衛に失敗し王座から陥落した。
2009年10月30日、ロバート・ゲレーロへの指名挑戦権を賭けてロベルト・ディビット・アリエンタと対戦し12回3-0(3者とも120-107)の判定勝ちで完封でゲレーロへの挑戦権獲得に成功した。
2010年9月1日、ロバート・ゲレーロの返上で空位になったIBF世界スーパーフェザー級王座決定戦を2年前に王座獲得時に勝利しているムゾンケ・ファナと再戦し12回0-3(109-119、110-118、110-119)の判定負けでファナへのリベンジを許し王座返り咲きに失敗した。
2011年1月29日、後のIBF世界スーパーフェザー級王者アルヘニス・メンデスとフアン・カルロス・サルガドへの挑戦権を賭けて対戦。地の利を差で前評判はバロイの圧倒的優位だった。しかしそれに反し初回にダウンを奪われると差を広げられ12回0-3(2者が110-117、111-117)の判定負けでサルガドへの挑戦権獲得に失敗した。
2012年7月28日、1年6か月振りに復帰。ナミビアウィントフックラマテック・ファクトリーで元WBA世界ライト級王者パウルス・モーゼスとWBOインターナショナルライト級王座決定戦を行い、10回1-2(94-96、96-94、93-97)の僅差判定負けで王座獲得に失敗した。
2012年10月14日、ヨハネスブルグのナスレック・インドア・アリーナでマルコム・クラッセンと3年振りに再戦し8回0-3(73-77、72-80、75-77)の判定負けを喫し4連敗となり試合後バロイは現役を引退した。

## 獲得タイトル
- WBU世界スーパーバンタム級王座
- WBU世界フェザー級王座
- IBO世界スーパーフェザー級王座
- IBF世界スーパーフェザー級王座（防衛0度）
- IBF世界スーパーフェザー級王座（防衛1度）